# Incendi de Moscou de 1812
L'Incendi de Moscou de 1812 va esclatar el 14 de setembre de 1812 a Moscou en el dia en què la majoria de tropes russes i la majoria dels residents van abandonar la ciutat i les tropes d'avantguarda de Napoleó entraren a la ciutat després de la batalla de Borodinó. L'incendi va durar fins al 18 de setembre i s'estima que va destruir les tres quartes parts de Moscou.

## Antecedents
Després de la batalla de Borodinó el mariscal de camp Kutúzov havia anunciat una victòria russa. Els moscovites se sentien segurs. Només més tard es va saber que Napoleó estava avançant amb el seu exèrcit a Moscou. El governador de Moscou, Fiódor Rostoptxín, va assegurar a la gent que Moscou no estava en perill. No obstant això, uns primers habitants van abandonar la ciutat i van ser denunciats com a traïdors i covards. El 12 de setembre, l'exèrcit rus en retirada va arribar al llogaret de Fili, als afores de Moscou. El nombre d'habitants que van abandonar Moscou, va créixer. Molts encara creien que el "guanyador" a Borodinó, l'exèrcit rus, defensaria Moscou. Rostoptxín també va cridar a la població a defensar la ciutat. Diversos generals de l'exèrcit rus també van exigir després d'una batalla als afores de Moscou, entre ells el general Bennigsen, cap de personal de Kutúzov
En la tarda del 13 de setembre, un Consell Militar de Rússia a Fili va decidir, sota la direcció de Kutuzov que s'hauria d'abandonar Moscou. A les onze de la nit va començar la retirada de l'exèrcit rus. Llavors va esclatar el pànic a Moscou i els moscovites abandonaren la ciutat "com un rusc on falta la reina", segons va escriure Tolstoi.

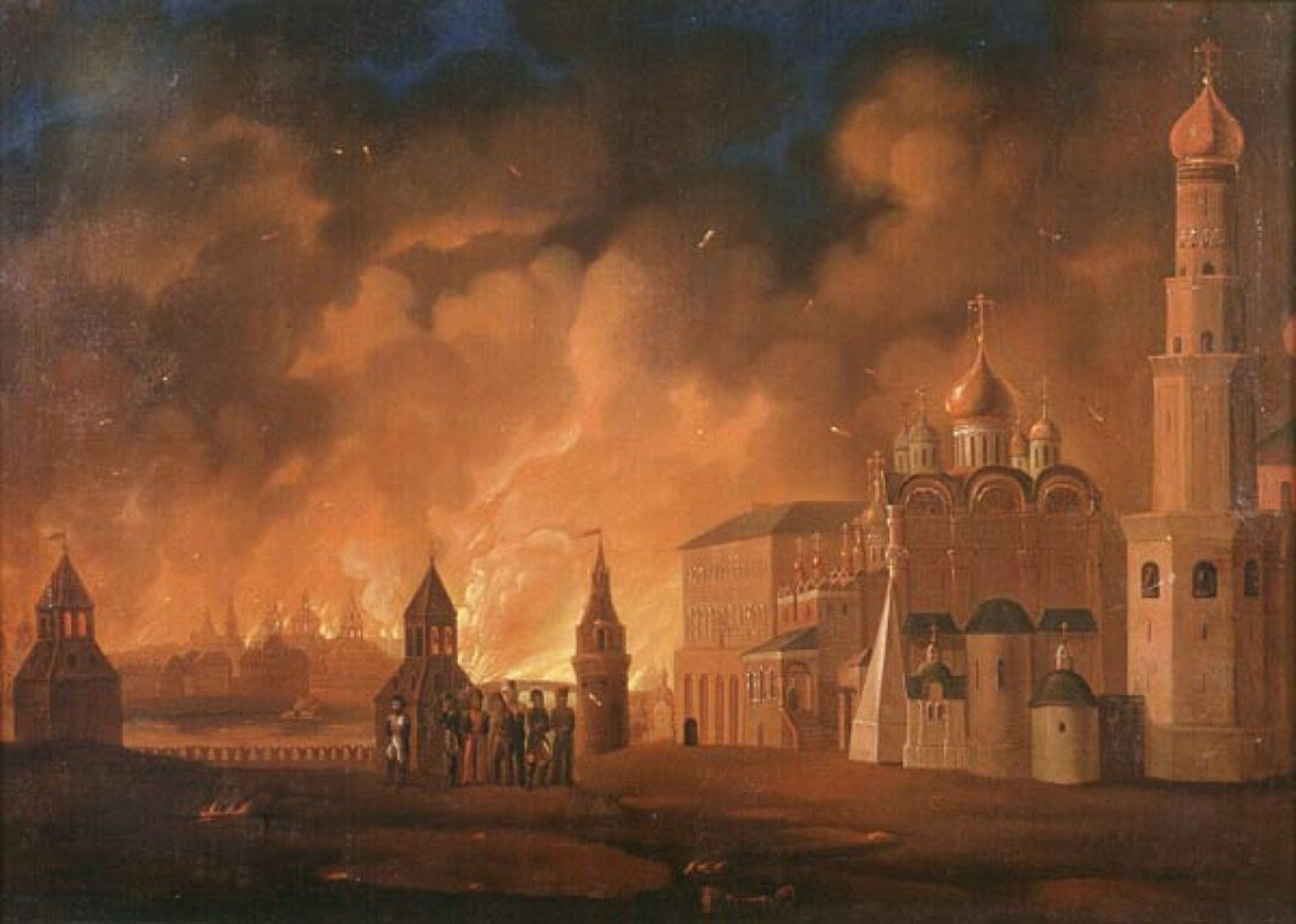
Incendi de Moscou

Rostoptxín, que advocava per la defensa de Moscou i que abans del Consell Militar a Fili havia mantingut una conversa amb Kutuzov, va escriure més tard: "La conversa em va mostrar la poca convicció, la timidesa i la indecisió d'aquest oficial de l'exèrcit que ha rebut el títol de salvador de Rússia sense cap guany seu"Volia potser justificar la seva conducta com a governador de Moscou? No hi ha cap historiador que sostingui que la decisió de Kutúzov de no lliurar una batalla als afores de Moscou estigui malament.
Rostoptxín havia deixat destruir tots els carros de bombers de la ciutat. L'exèrcit rus tenia diversos milers de ferits i malalts a Moscou, atès que els mitjans de transport disponibles no eren suficients.

## L'incendi de Moscou

### 14 de setembre
L'avantguarda francesa sota les ordres de Murat ja s'havia acostat a la ciutat. L'evacuació de la ciutat estava en ple apogeu. Fins i tot una gran part de l'exèrcit rus estava encara a la ciutat. El general Miloràdovitx, que dirigia la rereguarda russa, va enviar un emissari a l'avantguarda francesa i volia portar les negociacions amb Murat. Unes hores més tard van aparèixer en lloc de Murat el general Sebastiani. Segons Clausewitz van mantenir una llarga conversa. Miloràdovitx va declarar que li caldrien 24 hores més per evacuar la ciutat. Sebastiani va assenyalar que l'exèrcit rus havia estat flanquejat a banda i banda, després de la qual cosa ell va declarar a Miloràdovitx que defensarien la ciutat ferotgement, si no complien amb aquest requisit. Això comportaria una destrucció massiva de la ciutat, perquè els francesos s'apoderessin de la ciutat intacta. A més, es va acordar que el cap de l'avantguarda francesa no entraria fins a dues hores després de la retirada de la rereguarda russa a Moscou.
La rereguarda russa estava a Moscou al voltant de les tres de la tarda i es va quedar, segons Clausewitz, entre les cinc i les sis, a uns 700 passos a l'est de la ciutat en. Tan bon punt havien pres aquesta posició, aparegueren diversos regiments de cavalleria enemiga. Altre cop envià Miloràdovitx una treva i exigí una reunió amb Murat. Una vegada més, només Sebastiani va aparèixer. La conversa va resultar ser un enfrontament i una certa passivitat en ambdues bandes. Clausewitz va informar aquí que ja ascendien columnes de fum en els suburbis més exteriors en diversos llocs. Entre les unitats de cavalleria francesos hi havia dos regiments prussians, incloent ulans de Brandenburg. Clausewitz va aprofitar l'oportunitat per lliurar els missatges a la llar mitjançant un oficial prussià. Ell no era l'únic oficial que estava parlant amb l'enemic. Durant l'alto el foc, hi va haver diversos contactes i discussions amb l'oponent, que van ser prohibides pels comandaments superiors. Els focs ocasionals Clausewitz els va atribuir a la confusió general. L'avantguarda francesa ocupava en aquest moment menys espai a la ciutat que la rereguarda russa. Per contra, a la pròpia ciutat encara hi havia cosacs.

### Seqüència temporal d'esdeveniments
En el matí del 3 de setembre (CJ)/ 15 de setembre (CG) del 1812 greg. Napoleó va aparèixer, acompanyat pels sons de La Marsellesa, amb la seva guàrdia personal al Kremlin. Les flames es van apoderar del districte de Kitai-Gorod prop dels murs del Kremlin. En el matí de l'endemà Napoleó va abandonar el Kremlin i es va traslladar al Palau Petrovski. La seva companyia va ser capaç d'arribar a través de l'incendi al carrer d'Arbat, a la vora del riu Moskvà.
Després de la devastació de tres quartes parts de la zona urbana el foc va començar a extingir-se lentament el 6 de setembre (CJ)/ 18 de setembre (CG) Napoleó va tornar al Kremlin. Segons la sentència del tribunal militar francès de 12 de setembre (CJ)/ 24 de setembre (CG) es va afusellar els primers piròmans. Les tropes franceses van abandonar Moscou el 6 i 7 d'octubre (CJ)/ 18-19 d'octubre (CG).

## Les causes de l'incendi
Hi ha diverses interpretacions de les causes. Des del "convenient" incendi de la ciutat abandonada per ordre del Governador Rostoptxín, passant per incendis provocats per sabotejadors russos, a incendis causats per un maneig descuidat del foc obert pels soldats francesos borratxos. Hi va haver diversos incendis, i les tres possibilitats no poden ser excloses.

## Les conseqüències de l'incendi

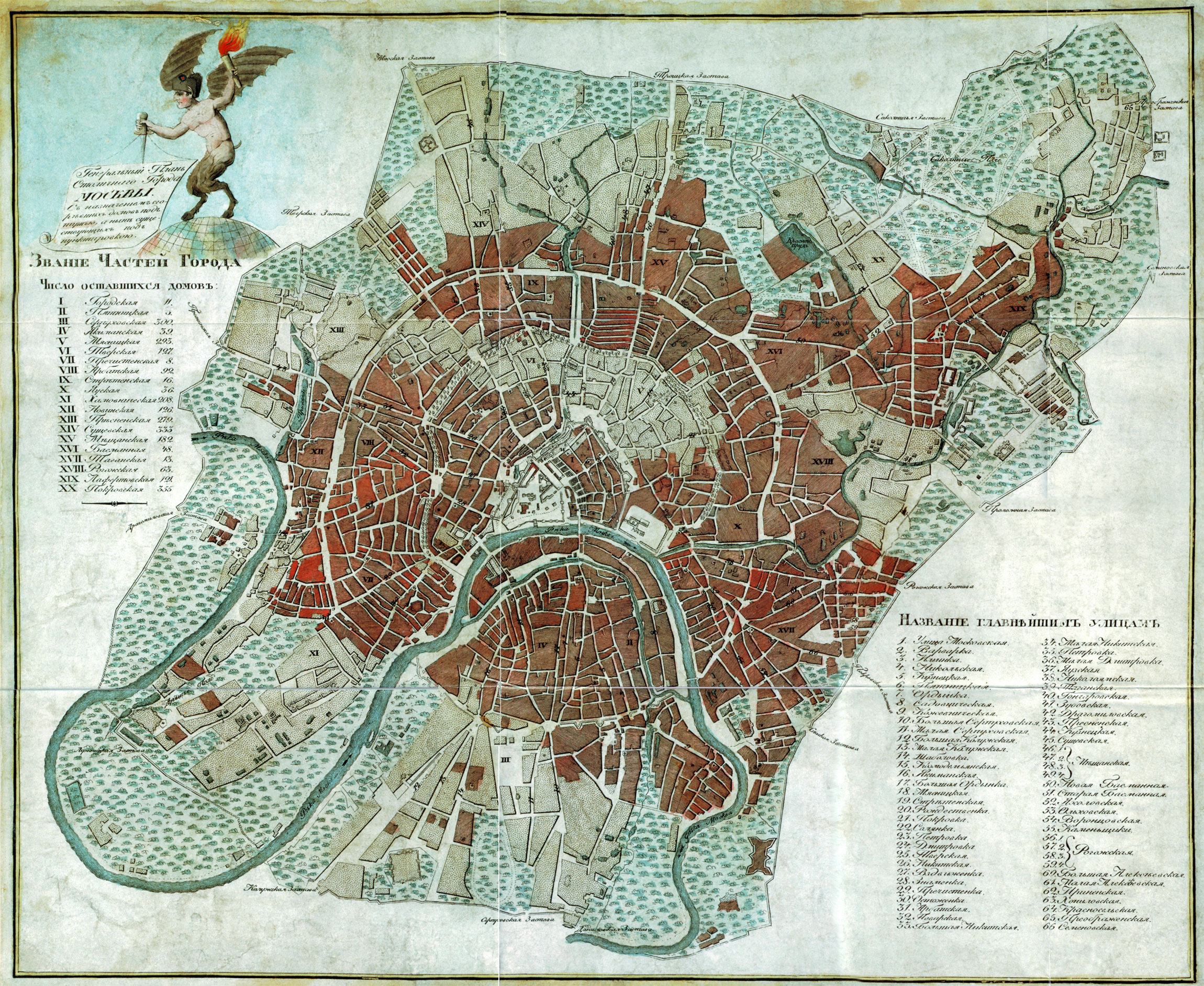
Mapa de Moscou de l'any 1813. Les àrees vermelles indiquen la magnitud de la devastació.

Segons les estimacions posteriors, les flames van arrasar:
- 6496 de 9151 cases (incloent 6584 de fusta i 2567 de maçoneria)
- 8.251 botigues, magatzems, etc.
- 122 de 329 esglésies (saquejos no inclosos).

Quan va tenir lloc l'incendi, va causar la mort de 2000 soldats russos ferits, que no havien pogut ser evacuats pel seu exèrcit.
L'incendi va devastar la Universitat, la Biblioteca Buturlin, la Pietrovski- i el Teatre Arba. El nombre de residents es va reduir de 270.000-215.000. Moscou va perdre una part considerable dels seus monuments, en particular els edificis tradicionals de fusta. D'altra banda, la destrucció permeté una modernització radical de districtes sencers de la ciutat.

## Reconstrucció
El tsar Alexandre I Romànov va nomenar, el febrer del 1813, un "Comitè d'Enginyeria Civil a Moscou", que va estar actiu fins al 1843. El pla mestre urbà de Moscou es va atorgar el 1817. En aquell moment la carretera de circumval·lació Sadovoie Kolzo (Cinturó dels Jardins) passava a través de les zones devastades.

## Ressò a Europa
L'incendi de Moscou va deixar una gran impressió en els seus contemporanis. A Berlín, Karl Friedrich Schinkel va presentar, uns mesos després dels fets, un diagrama il·luminat i parcialment en moviment, que va despertar un gran interès entre el públic.